# Castello di Uviglie
Il Castello di Uviglie è un'antica roccaforte del Monferrato risalente al XIV secolo, situata in Località Uviglie a Rosignano Monferrato (Alessandria).
Conservando la caratteristica funzione di difesa fino al principio del XVIII secolo, ha subìto nel tempo modifiche architettoniche legate al susseguirsi delle casate nobiliari che lo hanno abitato. Negli anni centrali del Novecento è stato sede di un noviziato e, negli ultimi decenni, è stato acquistato recuperato dall'attuale proprietà rendendolo fruibile al pubblico.

## Storia
Il castello sorge sulla collina di Uviglie, oggi frazione di Rosignano Monferrato, sulla strada diretta alla frazione San Martino di Rosignano. L'origine toponomastica può essere ricollegata alla voce latina "Ovilia", plurale del termine "ovile", a conferma della primitiva organizzazione pastorale della zona. Altre ipotesi invece sostengono derivi dal patronimico romano "Avilius", oppure dal longobardo "Uwila"

### I Pocaparte
Un primo impianto di fortificazione risale al XIV secolo, inglobando una preesistente pieve dedicata a Sant'Eusebio di Vercelli. Da un documento del 14 giugno 1322, sappiamo che il Marchese di Monferrato Teodoro I concesse alla famiglia dei Nobili Pocaparte (Parvapart), fuoriusciti dal Consortile di Rosignano dopo che questo si era costituito Libero Comune, la licenza "Hedificandi Castrum Ivilie", come propria dimora fortificata. Risale infatti a questo periodo la costruzione della torre rotonda, del mastio e del muraglione di sostegno del cinquecentesco giardino pensile.

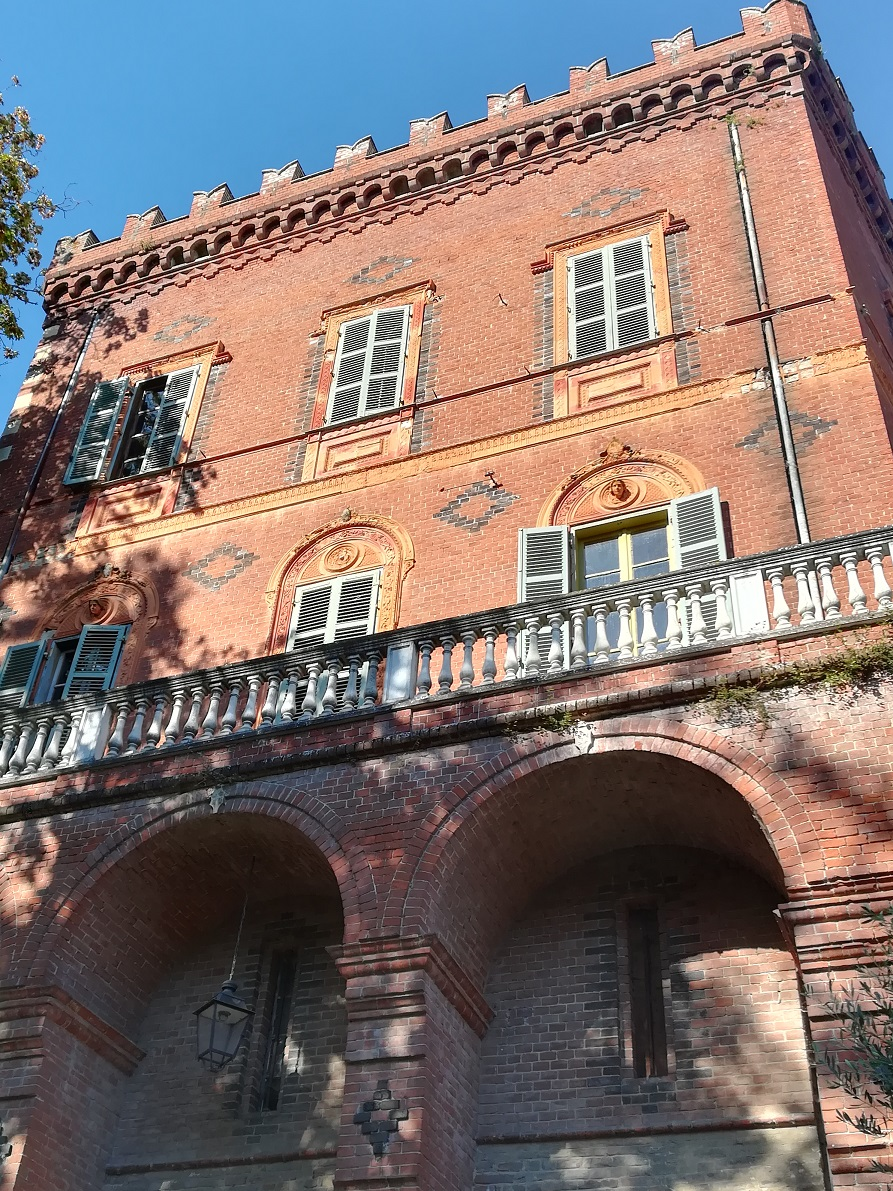
Facciata sud del castello

Al termine del XV secolo poi, a seguito di nuove tasse imposte dal Marchese di Monferrato Giovanni II Paleologo per riscattare i luoghi e i castelli pignorati dal padre Teodoro, Antonio Pocaparte dovette cedere i suoi beni feudali a Maria di Serbia, reggente del giovane marchese del Monferrato Guglielmo IX.

### I Pico-Gonzaga
Nel 1499, il Commissario Marchionale, di ricca famiglia patrizia casalese, Giovanni Antonio Pico, ottenne dal marchese Gian Giacomo Paleologo la giurisdizione sul castello e sul feudo. I Pico ricevettero la possibilità di affiancare al proprio cognome quello della potente famiglia Gonzaga, dando vita al ramo «Pico Gonzaga» e, nel 1680, ottennero dal Duca di Mantova e Monferrato Ferdinando Carlo di Gonzaga-Nevers anche il titolo di Conte di Uviglie, e la conseguente elevazione del feudo in Contea. In questo periodo, il castello ospitò anche un giovane Luigi Gonzaga, gesuita futuro santo fondatore di congregazioni per malati e bisognosi, nel periodo in cui suo padre, Ferrante Gonzaga ricoprì la carica di governatore del Monferrato. I Pico Gonzaga soggiornarono qui per almeno tre secoli, essendo anche dei noti alchimisti e dediti alle scienze, arricchirono gli interni del castello con una vasta simbologia esoterica.

### I Bricherasio
Con la morte dell'ultimo discendente dei Pico Gonzaga Giovanni Antonio IV agli inizi del XIX secolo, la Contea e il Castello di Uviglie passarono alla figlia Felicita, come dote per le nozze con il Conte Ignazio Callori di Vignale. I conti ebbero due figli, Luigia e Armodio, quest'ultimo diede inizio ad alcuni lavori di rimaneggiamento del castello affidandoli all'architetto vercellese Conte Arborio Mella. Fu di questo periodo l'abbattimento delle mura difensive meridionali, dando vita al parco odierno, ricco di alberi esotici e secolari. Il Conte Armodio morì nel 1879, tumulato inizialmente in un sarcofago di pietra tuttora presente nel parco del castello, venne successivamente traslato nel cimitero maggiore di Casale Monferrato, insieme alle spoglie di sua moglie Lidia Thaon de Revel. Senza eredi, il castello passò dalla sorella Luigia Callori, sposa del Marchese Gianbattista Federico Massel di Caresana, al nipote, figlio di Teresa Luisa Felicita Massel di Caresana già sposa del Conte Luigi Baldassarre Carlo Cacherano Marchese di Bricherasio,  Conte Emanuele Cacherano di Bricherasio e Sofia Cacherano di Bricherasio.
Sofia fu allieva del celebre pittore piemontese Lorenzo Delleani e si dilettò come pittrice oltre che come mecenate, facendo di Uviglie e della residenza torinese della famiglia uno dei più rinomati «salotti» culturali, frequentato dal Delleani stesso ma anche dallo scultore Leonardo Bistolfi, dallo scrittore Edmondo De Amicis e dal capitano di Cavalleria Federico Caprilli, intimo amico della famiglia Bricherasio;
Il fratello Emanuele si distinse invece per il suo intraprendente impegno nel nascente settore dell'industria automobilistica, figurando come fondatore e principale socio della fabbrica automobilistica F.I.A.T., il cui atto costitutivo venne firmato proprio a Palazzo Bricherasio di Torino nel 1899, come raffigurato in un dipinto commissionato al Delleani stesso. I Bricherasio frequentarono regolarmente questa residenza per lunghi periodi di villeggiatura e battute di caccia, assidua fu la frequentazione di Delleani e quella di Federico Caprilli, che fu anche amico e compagno d'arme dello stesso Emanuele all'Accademia Militare di Modena. Uviglie, come Miradolo, il Palazzo di Fubìne Monferrato e il Palazzo Bricherasio a Torino, continuarono a essere fulcro di un vivace fermento culturale che coinvolse molti artisti e intellettuali del territorio piemontese.

### I Missionari della Consolata
Con la morte del Conte Emanuele nel Castello di Agliè, nel 1904 a soli trentasette anni, l'eredità di Uviglie passò alla sorella Sofia che nel 1928, nubile e ormai ultima discendente senza eredi, concesse l'utilizzo dell’intero castello ai Missionari della Consolata come sede di un noviziato. Al termine della guerra d'Etiopia, per intercessione diretta della Regina Elena di Savoia e per l’impegno dell’Istituto Missioni Consolata nelle colonie italiane dell’Africa Orientale venne ospitata nel castello la figlia e i piccoli nipoti maschi di Hailé Selassié, ultimo negus d'Etiopia. Durante il secondo conflitto mondiale poi, nei sotterranei del castello venne traslata temporaneamente la salma di don Giuseppe Allamano per proteggerla dagli intensi bombardamenti che colpivano duramente la città di Torino. 
Nel 1946, quattro anni prima della sua morte, la Contessa Sofia Cacherano di Bricherasio cedette il castello all'Istituto Salesiano per le Missioni.

### Società Semplice Castello di Uviglie
Grazie a famiglie benemerenti, all'inizio degli anni 70 del Novecento il castello venne rilevato dall'Istituto Missioni delle Consolata, restaurato e reso fruibile al pubblico (www.castelliaperti.it) anche con la creazione di un locale di ristorazione, custode della tradizione enogastronomica monferrina e di una moderna cantina di vinificazione, in aggiunta alle cantine monumentali di vinificazione presenti ancora oggi sotto l'edificio medioevale.  

## Caratteristiche

### L’edificio
Il castello, trasformato nel tempo in nobile dimora di villeggiatura, offre ampi saloni affrescati che si affacciano sulla porzione pensile di «giardino all’italiana».
Degne di nota sono le grandiose cantine situate al di sotto dei saloni dell'ala nobile del castello, che perpetuano una tradizione vitivinicola ininterrotta risalente al periodo rinascimentale e conservano una apprezzabile collezione privata di bottiglie, insieme ad antiche botti e a una serie di strumenti da mastro bottaio.

### Il parco
Il parco del castello è prevalentemente un parco di impostazione romantica ed è stato designato dalla Regione Piemonte Giardino storico di interesse botanico. Esso contiene essenze tipiche del nostro clima e provenienti anche da Asia e America, ospita la cappella di Sant'Eusebio con la cripta dei conti Pico Gonzaga e offre ampie vedute panoramiche sul territorio circostante.

## Galleria d'immagini

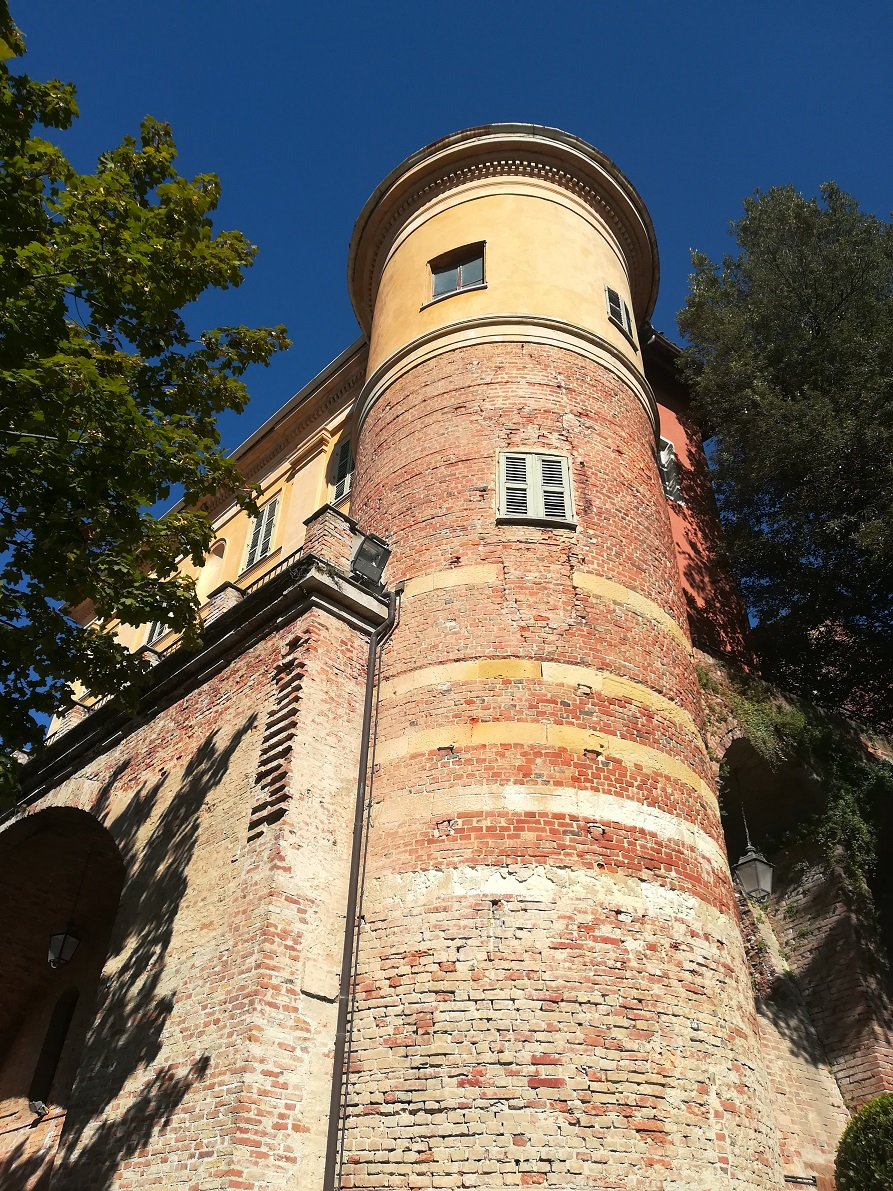
Il torrione meridionale del castello, visto dal Parco
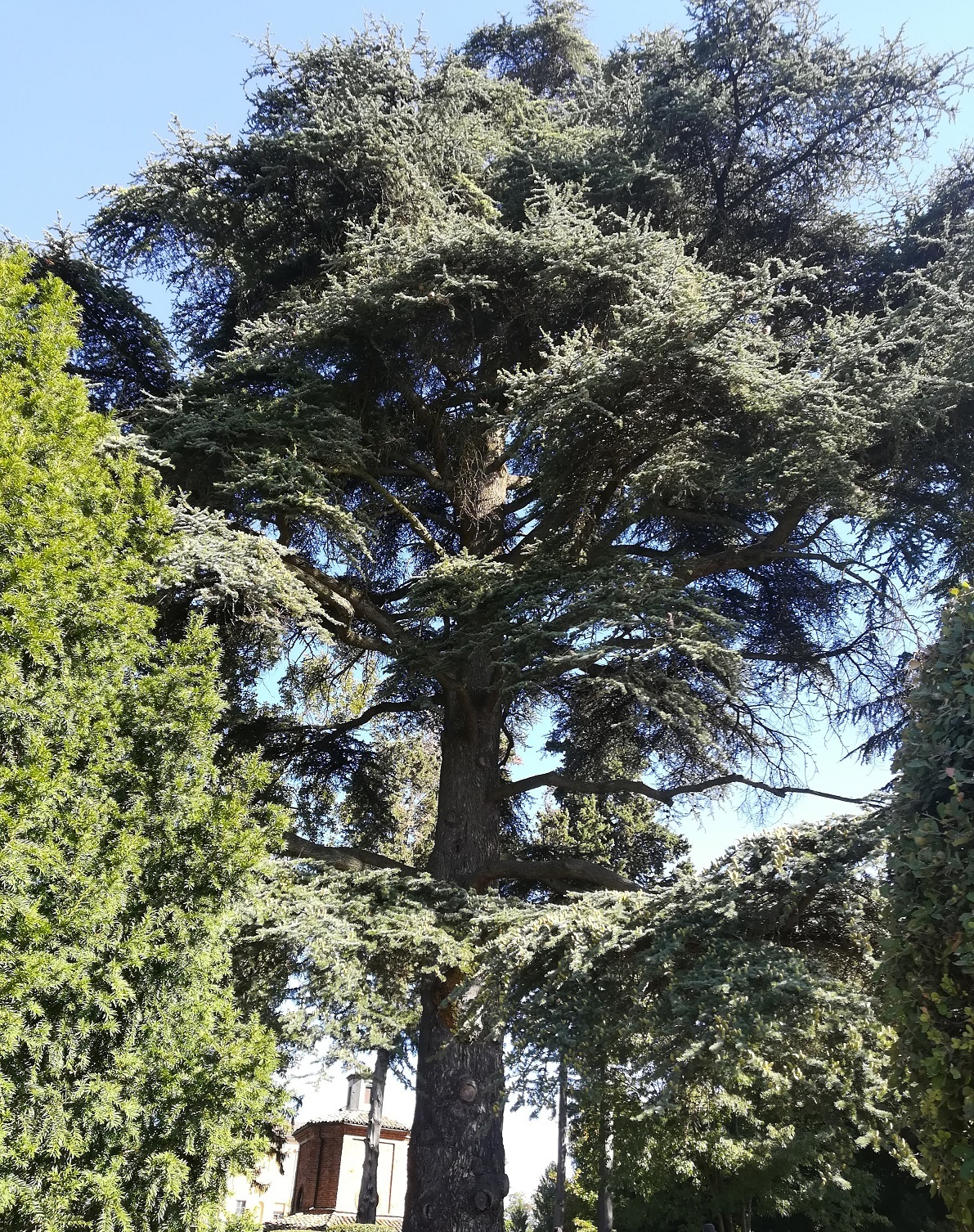
Albero di Cedrus Libani, nel parco del castello
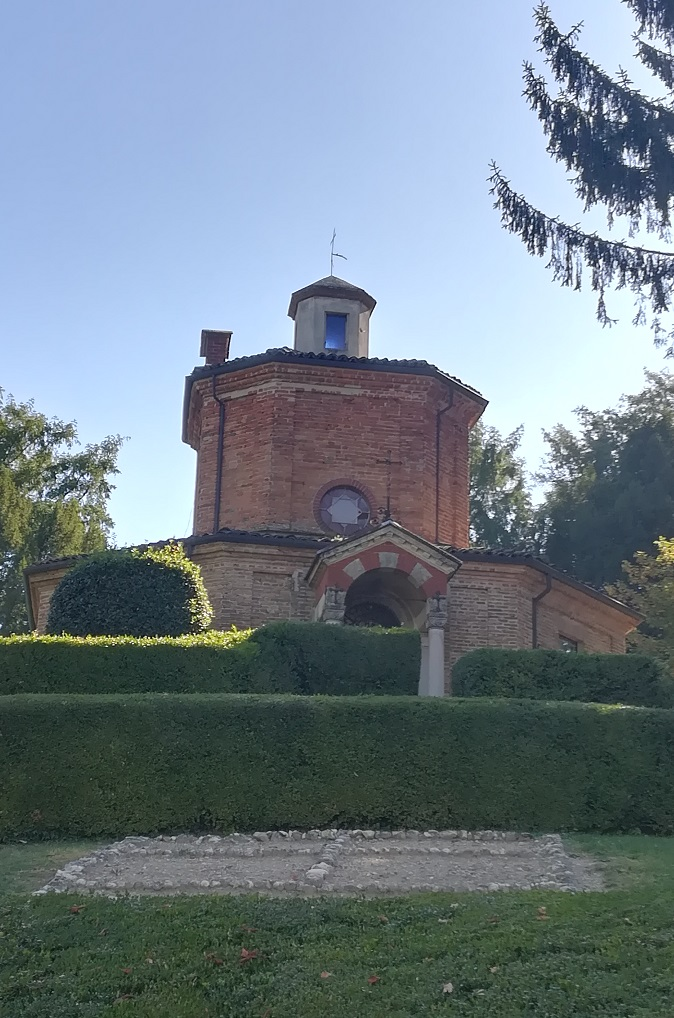
La chiesetta Sant'Eusebio, all'interno del parco
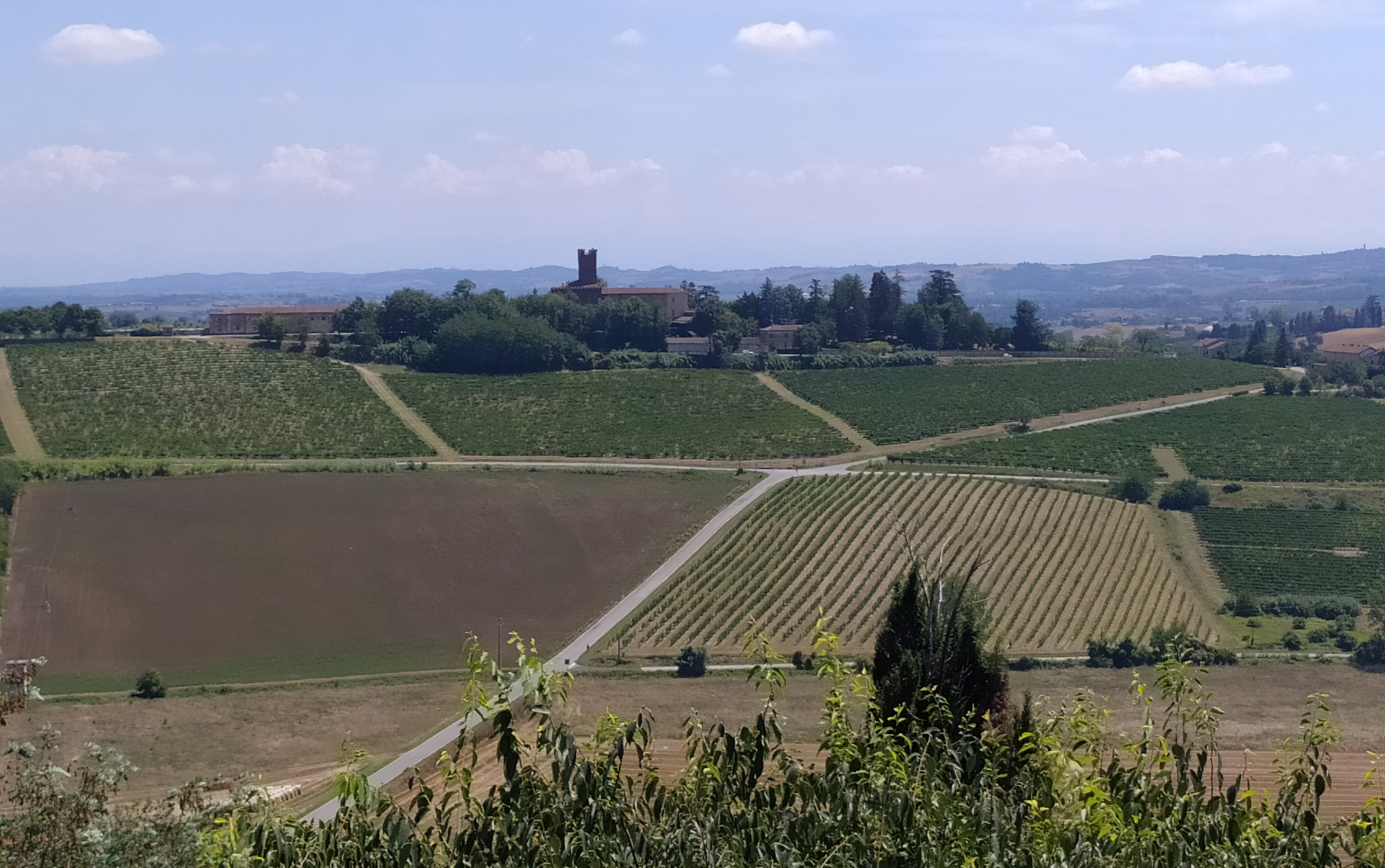
Castello di Uviglie visto da Rosignano M.to